# Свети Мина (скално светилище)
Мегалитното скално светилище Св. Мина се намира в местността Амина в близост до землището на село Мечкул - района на Средна Струма, община Симитли.

## Описание и особености
Скалните форми в местността са оприличени на: Чучулига, Стъпка на Крали Марко, Лъвска глава и Риба Змиорка. Археологическите проучвания в района са установили, че тук е имало поселища още от Неолита (7000-3000 г. пр. Хр.). Теренните археологически проучвания в района на близкото село Крупник доказват съществуването на значително древно селище на тракийското племе Меди.
В района на светилището не са извършвани задълбочени археологически проучвания, поради което е трудно да се направи пълна и точна характеристика на култовото място. Видимо че обектът е бил част от голям скален комплекс, който местните наричат „каменния град“.

### Предания и легенди
Древният скално-култов комплекс се намира в непосредствена близост до параклисът на Свети Мина. В местните предания и легенди се споменава за стар Римски път, по който е транспортирано вино създадено от лозовите масиви намирали се в местността през Античността.
Според устните предания на местните жители на село Мечкул за култовото място – самият Александър Македонски е посетил светилището и жрицата тук му е предрекла, че ще стане Владетел на Света. Жителите на селото твърдят, че все още знаят точно върху кой камък е извършено гаданието.
Друга легенда свързана с мегалитното светилище е за наличието на голям харман, който е бил постлан с бакърена плоча и че тук по девет коня са били впрягани по време на вършитба. Много е вероятно харманът да е играл важна роля като календарно пособие, което е отброявало дните и сезоните.
Съществува и легенда, според която огромните скални масиви са били наредени от самите титани по заповед на гръмовержеца Зевс. Когато земите на Древна Тракия стават част от Римската империя тук е изградено ново светилище. През ранното Средновековие езическите богове са изместени от Християнството и светилището е посветено на Свети Мина, светецът покровител на семейството. Местното население от векове почита светеца и на празника му се отслужва курбан за здраве в местността Амина.
През 1950-те години жителите на Мечкул събират средства и изграждат в близката до селото местност Амина параклис, за чийто патрон е избран Свети Мина - известен като покровител на християнското семейство и светецът, който сбъдва желанията. Традицията да се почита Свети Мина е вековна за жителите на селищата в Община Симитли. Всяка година на 11 ноември (денят на християнския светец) жителите на Мечкул и околните села дават курбан за здраве и късмет местността Амина в подножието на Пирин планина.

## Опазване и консервация
През месец април 2013 г., Сдружение „Опазваме българските светилища“ организира акция с цел да се обходи и измери светилището и да се извърши оценка на нужните дейности по възстановяване и социализация на светилището.

## Пътеводител
Скално-култовият комплекс се намира непосредствено след град Симитли - отбивката за село Полето, като след това пътя минава покрай селата Брежани и Ракитна. Непосредствено преди Мечкул вдясно се продължава по черен път до местността Амина (единствената маркировка е малка дървена табелка).

## Външи препратки
- Фотогалерия от pazimestata.com Архив на оригинала от 2015-04-19 в Wayback Machine.
- Кратко любителско видео посветено на Мегалитно скално светилище Св Мина, село Мечкул (заснето през юли 2013 г.)
- Фотогалерия (фотографии Годо Николов) Архив на оригинала от 2015-09-24 в Wayback Machine.